# Alfred de Foville
Alfred de Foville, né le 26 décembre 1842 à Paris et mort le 14 mai 1913 dans la même ville, est un économiste et statisticien français, qui par ses travaux, a su être aussi bien un géographe des transports et de l'habitat qu'un spécialiste des échanges monétaires ou du monde rural. Il a fondé l'Institut français de statistique.

## Biographie

### Jeunesse et formation
Alfred de Foville est issu d'une famille de médecins. Son père, le docteur Achille de Foville (1799 - 1878), avait quitté sa ville natale de Caux pour s'installer à Paris. Alfred vit ses premières années dans l'appartement de ses parents rue de Lille. Il est le quatrième enfant. Sa sœur aînée avait 17 ans de plus que lui. 
Il effectue ses études secondaires dans une maison d'éducation de Versailles dirigée par le mari de sa sœur aînée. Il y côtoie Albert de Mun. Il est plus remarqué pour ses capacités en lettres qu'en sciences. Il obtient le baccalauréat en 1859. 
Il est admis à École polytechnique en 1861 et en sort 42e. Il est nommé élève-ingénieur télégraphiste à Rouen. Cet emploi ne lui plaît pas, et il le quitte. Il retourne à Paris et s'inscrit en faculté de droit le 11 avril 1864. Il obtient avec d'excellents résultats sa licence de droit en août 1866. Il s'inscrit aussi à l’École des Chartes à titre d'auditeur, et suit des cours à l’École des beaux-arts dans la section architecture.

### Parcours professionnel
Il se présente au concours du Conseil d'État, et il est reçu 4e, en tant qu'auditeur.  
Lors de la guerre de 1870, de Foville s'engage dans l'armée comme adjudant dans l'artillerie de la garde mobile du département. Il entre en relation avec Augustin Pouyer-Quertier, préfet de Seine-Maritime. Une fois la guerre finie, lorsque ce dernier devient ministre des Finances, il recrute de Foville comme membre de son cabinet. Lorsque Pouyer-Quertier démissionne, de Foville devient sous-chef de bureau à la direction du personnel du ministère des Finances. 
Léon Say arrive au poste de ministre des Finances en 1876, et appelle de Foville à son cabinet. L'année suivante, le ministre décide de créer un Bureau de statistique et de législation comparée, chargé de traiter une masse d'informations sur la France, et d'établir des statistiques étrangères afin de pouvoir faire des comparaisons sur une échelle internationale. De Foville devient chef du service en 1873. 
Entre 1885 et 1887, profitant d'une enquête menée par le ministère des Finances qui cherche à avoir une meilleure description des propriétés bâties dans les cadastres, de Foville, qui initie donc cette première enquête, éprouve la nécessité de réaliser également une typologie des maisons françaises, plus spécifiquement au sein de l'habitat rural afin de dégager des maisons-types pouvant illustrer les conditions d'habitation en France à l'époque. 
Il devient ensuite directeur des Monnaies et Médailles de 1893 à 1900. Il quitte le poste contre son gré pour une raison inconnue, et est nommé le 9 février 1900 conseiller maître à la Cour des comptes. 
Il est cofondateur de l'Institut international de statistique en 1885. En 1896, il est élu membre de l'Académie des sciences morales et politiques, dont il est président en 1907 et secrétaire perpétuel en 1909. 
À sa mort, Paul Vidal de La Blache dira de lui : « Son œuvre principale en ce qui touche nos études est l’enquête sur les conditions de l’habitation en France, les monographies dont elle se compose constituent un répertoire des plus utiles où se reflètent dans un de ses traits caractéristiques la variété de physionomies de la France ». Charles Gide, lui, porte un regard plus critique, en disant qu'« Il serait exagéré de dire qu'Alfred de Foville ait apporté à la science des contributions nouvelles ».

### Parcours professoral
Il est professeur à École libre des sciences politiques, où il succède en 1880 à Paul Leroy-Beaulieu à la chaire des finances publiques, ainsi qu'au Conservatoire national des arts et métiers. Il prend la relève du cours d'économie dispensé jusqu'alors par Émile Cheysson. Impliqué dans la vie de l'ELSP, il est membre du comité de rédaction des Annales de l'École libre des sciences politiques, aux côtés d'Émile Boutmy, Léon Say, René Stourm et Alexandre Ribot. Il prononce l'éloge funèbre lors de l'inhumation de Boutmy.

## Distinctions
- Commandeur de la Légion d'honneur (1909)

## Ouvrages
- La Transformation des moyens de transport et ses conséquences économiques et sociales, 1880
- L'Administration de l'agriculture au contrôle général des finances (1785-1787), avec Henri Pigeonneau, 1882 Texte en ligne
- Le Morcellement. Études économiques et statistiques sur la propriété foncière, 1885 Texte en ligne
- La Richesse en France et à l'étranger, 1893 Texte en ligne
- Les Maisons-Types. Enquête sur les conditions de l'habitation en France, avec Jacques Flach, 2 vol., 1894-1899 Texte en ligne 1 2
- La Monnaie. Économie sociale, 1907